# Ichneumon rufofacialis
Ichneumon rufofacialis (лат.) — вид наездников-ихневмонид рода Ichneumon из подсемейства Ichneumoninae (Ichneumonidae).

## Распространение
Китай. Провинция Шэньси, QuiLing Shan, 107.56 E 33.45 N, автодорога «93 км», южнее Zhomzhi в 108 км юго-восточнее Сианя, горный лес на высоте 1650 м.

## Описание
Наездники среднего размера чёрного цвета, длина 11 мм. Жгутик усика почти нитевидный, с 37 члениками; 1-й флагелломер в 1,7 раза длиннее своей ширины, самые широкие членики в 1,25 раза шире длины. Полосы на 8-14 члениках жгутиках, воротничке, верхнем крае переднеспинки, субтегулярном гребне и крупных срединных пятнах на 5-7 тергитах цвета слоновой кости. Мандибулы, за исключением зубцов, наличника, лица, скуловой щели, вентральной части щеки и тегулы красноватые. 2-й и 3-й тергиты каштаново-красные. Тазики и вертлуги чёрные; все бёдра чёрные, узко красноватые к основанию и кверху; голени и лапки красноватые; задние голени в вершинных 0,25 чёрные. Крылья почти прозрачные, птеростигма красноватая. Предположительно, как и близкие виды паразитоиды, которые развиваются в гусеницах бабочек. От Ichneumon paravafer отличается чёрным постпетиолем и задним бедром, полностью красным 3-м тергитом и красным рисунком на голове.
Вид был впервые описан в 2021 году немецким энтомологом Маттиасом Риделем (Германия) по материалам из Китая, собранным в 1995 году.